# Britanija metal
Britanija metal je kositrena slitina, u Njemačkoj je zovu tvrdim kositrom, dok bi je u Velikoj Britaniji okarakterizirali kao slitinu tipa pewter. Metal je plavkaste srebrno bijele boje. Topi se na temperaturi od 255 °C. Za razliku od starijih slitina ovog tipa, britanija metal ne sadrži olovo. Osim kositra, slitina sadrži i male količine antimona, bizmuta, nikla i bakra. 

## Povijest
Slitinu je 1770. godine otkrio James Wickers. Od 1846. godine posrebreni britanija metal proizvodi se elektroplatiranjem. Predmeti na sebi obično nose i žig EPBM (electroplated Britannia metal). Danas se koristi za izradu ukrasnih predmeta, dugmadi, ležajeva te tiskarskih ploča. Od britanija metala je izrađena i skulptura najpoznatije filmske nagrade Oscar.

## Sastav
Kao britanija metal možemo deklarirati sve slitine koje sadrže od 65 do 97 % kositra, 1 - 24 % antimona, te do 1 - 5 % bakra i bizmuta. Encyclopedia Britannica britanija metal definira kao slitinu od 93 % kositra, 5 % antimona i 2 %  bakra.
Slične slitine:
| Slitina             | Kositar | Antimon | Bakar  | Olovo | Cink   | Nikal | Željezo | Bizmut |
| ------------------- | ------- | ------- | ------ | ----- | ------ | ----- | ------- | ------ |
|                     |         |         |        |       |        |       |         |        |
| Kasiterin           | 89,5 %  | 5,6 %   | 4,2 %  | 0,7 % | —      | —     | —       | —      |
| Minofor metal       | 66 %    | 20 %    | 4 %    | —     | 9 %    | —     | 1 %     | —      |
| Tutania tip 1       | 91,4 %  | 7,6 %   | 0,7 %  | —     | 0,3 %  | —     | —       | —      |
| Tutania tip 2       | 25 %    | 25 %    | 12,5 % | —     | 12,5 % | —     | —       | 25 %   |
| Ashbery metal       | 79 %    | 15 %    | 3 %    | —     | 2 %    | 1 %   | —       | —      |
| Antifrikcioni metal | 80 %    | 10 %    | 10 %   | —     | —      | —     | —       | —      |